# 彼得·雅科夫列维奇·恰达耶夫

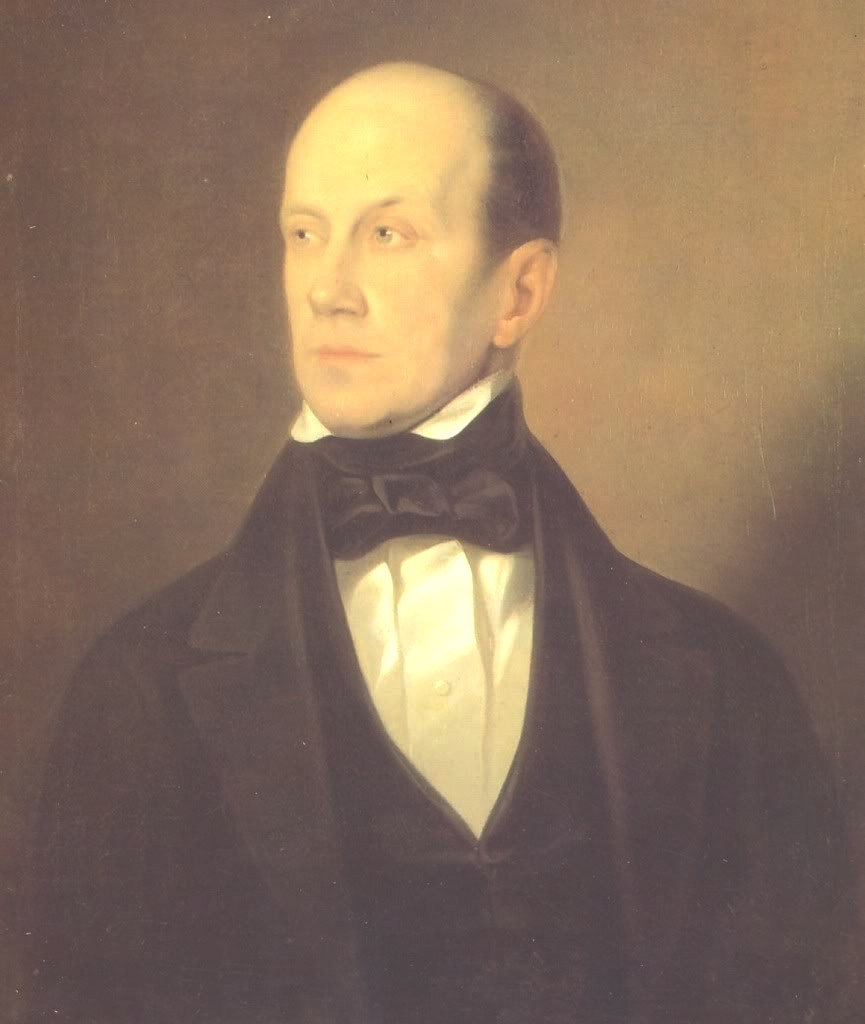
Pyotr Chaadayev

彼得·雅科夫列维奇·恰达耶夫（ 俄語：Пётр Я́ковлевич Чаада́ев；1794年6月7日—1856年4月26日）是俄罗斯哲学家。从1826年到1831年间，他用法语撰写了八篇与俄罗斯有关的“哲学书简”，以手写稿的形式在俄国知识界广为流传。
这些文章指控俄罗斯文化使得俄国落后于西方文明。他质疑俄罗斯过去的辉煌，嘲讽东正教没能为俄罗斯心智提供健全的精神基础。他赞扬了欧洲的成就，尤其是理性和逻辑思想、进取精神、科学领先以及在通往自由之路上的领导地位。俄罗斯政府认为他的观念危险而错误，所以他的作品被出版后即在审查过程中被封禁。

## 生平
彼得·恰达耶夫出生于莫斯科。他的姓氏恰达耶夫可能来源于“察合台”（“Chaʿadai”）。彼得·恰达耶夫的父亲在其出生次年去世，他的母亲则在1797年去世。
1808年，恰达耶夫进入莫斯科大学学习并在1812年肄业。随后，他入伍并在谢苗诺夫斯基近卫团中服役。在1812年俄法战争期间，他参加了博罗金诺战役（此战后晉升少尉）、小雅罗斯拉夫维茨战役，1813年他晉升中尉，在1814年进入巴黎，获得圣安娜勋章、普鲁士功勳勳章、库尔姆十字勋章。恰达耶夫的传记作者评价他：“他是一名勇敢的炮击军官，在三次巨大的战役中经受了考验，在私人关系中无可挑剔的高尚、诚实和善良，他没有理由不享受他的同志和上级深切、无条件的尊重和爱。”
1816年，恰达耶夫被调到皇村的陛下轻骑兵近卫团，在尼古拉·米哈伊洛维奇·卡拉姆津家中，见到了普希金。普希金受其影响，随后在1818年创作《致恰达耶夫》表达爱国激情。
1817年，23岁的恰达耶夫被任命为近卫军司令瓦西里奇科夫副将的副官。1819年，他晉升骑兵上尉。沙皇亚历山大一世十分欣赏他，准备进一步提拔他，不过由于沙皇去特拉波参加五国同盟举行的会议，所以被推迟。1820年10月，恰达耶夫曾经服役的谢苗诺夫斯基近卫团哗变，近卫军司令瓦西里奇科夫派他到特拉波向沙皇通报相关情况。叛军中有许多是他的亲密朋友，在看到亚历山大一世是如何处理这些哗变的士兵后，他决定退役。1821年2月21日，恰达耶夫正式被解雇。他的决定出人意料，本来他的前景光明，注定要从事最成功的事业。
他开始遭受人生第一次精神危机，不得不出国改善精神状况。从1823年到1826年他在欧洲游历，因此十二月党人起义期间他并不在国内，但他回国后因为与十二月党人的联系而被问询。这可能导致他无法在俄罗斯的新政府中谋得一官半职。他对十二月党的起义持负面态度，在他看来，他们的冲动把国家推回了半个世纪以前。
他随后搬到莫斯科省的德米特里耶夫斯基区离群索居，并被警方持续秘密监视。从1828—1830年间，他开始写作《哲学书简》。《哲学书简》由八封信件组成，除了第一封信件在1836年发表外，其他都在恰达耶夫死后才公之于世。这些信件是写给一位名叫叶卡捷琳娜·德米特利耶夫娜·潘诺娃的夫人的，她是莫斯科一个沙龙的女主人，但在写作后几封信件时恰达耶夫已经与这位夫人没有联系。
1831年5月或6月，恰达耶夫开始在社会上重新出现。1836年，《哲学书简》在俄罗斯杂志《望远镜》上出版，恰达耶夫在信中对俄罗斯的贬损震惊了全社会，赫尔岑称之为“在漆黑的夜晚听到一声枪响”。沙皇尼古拉一世则评价说：“看了这篇文章，我发现里面的内容全是胡说八道，不愧是疯子。” 杂志编辑纳杰日丁因此被流放到极北之地。
恰达耶夫被传唤到警察局，并根据政府的命令被宣布精神失常，这被认为是第一次有记录的用“精神病治疗”对付政治异见分子。恰达耶夫在被宣布精神失常后就被软禁，每天只能出去散步一次，医生每天都来检查情况。1837年，在同意不再写作后他的监视被取消。
1840年代，恰达耶夫是莫斯科文学圈的活跃人物。他被一部分人视为国家的先知，他自己也逐渐接受了这个角色。根据描述，“每一分钟，他都捂住脸，挺直身子，听不到别人在说什么，然后，仿佛受到鼓舞，开始说话”。他是格里鲍耶多夫的《聪明误》中恰茨基的原型。1856年，他因肺炎在莫斯科去世。

## 哲学
恰达耶夫深受弗里德里希·谢林影响，从对俄国现实的观察入手，追溯至俄国的历史，认为俄国落后的现实是由其历史造成的；对俄国历史的反思，使他步入宗教范畴。
《哲学书简》的主要论点是俄罗斯落后于西方国家，对于世界发展没有做出任何贡献，必须从零开始。全书包含了对俄罗斯知识界与世隔绝和社会落后的批评。他的第一封哲学书信被认为是“西方派-斯拉夫派”论战的“第一枪”，这场论战持续了整个十九世纪。他在第一封信中写道：
“我们属于这样的民族，它似乎没有组合进人类，它的存在仅仅是为了给世界提供出一个严正的教训。”
“我们没有给人类思想的整体带去任何一个思想，对人类理性的进步没有起过任何作用，而我们由于这种进步所获得的所有东西，都被我们所歪曲了。”
斯拉夫派一开始将其误以为自己人，但不久意识到错误，开始谴责他。恰达耶夫终其一生和斯拉夫派敌对。不过，他对俄罗斯的评价在后期发生了变化。“哲学书简”时期对俄罗斯的尖锐批评态度被30年代下半叶至40年代初对俄罗斯未来的信心所取代。俄罗斯没能参与世界历史进程，在他看来不再是俄罗斯的劣势，而是俄罗斯的优势，这将使它能够迅速掌握西方的成就，达到现代文明的水平，同时避免其固有的弊端。
他第二本著作的名字叫做“疯人的辩护”，主要是为回应缺乏爱国主义的指控，但并未出版。在此书扉页，他引用柯勒律治的一首诗：“哦，我的兄弟！我道出了许多痛苦的真理，却不怀有任何的痛苦。” 
宗教上，恰达耶夫对“罪”“圣礼”等宗教争论不感兴趣，但他被天主教与政治、科学、社会变革的结合所吸引。在恰达耶夫眼中，西欧在文化、科学、法律、物质福利领域的成功是天主教作为“政治宗教”的直接和间接成果。他声称天主教会是使徒教会的直接和合法的继承人，将俄罗斯东正教的孤立性和国家性与天主教的普遍性和超国家性进行了对比，梦想有一天所有基督徒的忏悔都将在教皇周围重新统一。尽管恰达耶夫影响了一些人皈依天主教，但是他本人没有放弃东正教，在他去世前，他从一位东正教神父那里领受圣餐并在死后按照东正教仪式被埋葬。